# Corpul XXIV Rezervă german (1916-1918)
Corpul XXIV Rezervă german a fost una din marile unități operative ale Armatei Imperiale Germane, participantă la acțiunile militare de pe frontul român, în timpul Primului Război Mondial. În această perioadă, a fost comandat de generalul locotenent Friedrich von Gerok.  :p. 183